# Eupolem d'Hipata
Eupolem （en llatí Eupolemus, en grec antic Εὐπόλεμος "Eupólemos") fou un polític d'Hipata a Tessàlia en el temps que aquesta ciutat era membre de la Lliga Etòlia. Era el líder d'un dels partits de la ciutat i va prometre als seus principals adversaris que podien tornar a la ciutat tranquil·lament i amb seguretat, i quan van tornar els va fer executar, segons explica Titus Livi. (Ab Urbe Condita XII, 25).